# Walsall Wood
Walsall Wood är en ort i unparished area Aldridge Brownhills, i distriktet Walsall, i Storbritannien. Den ligger i distriktet Walsall i grevskapet West Midlands i riksdelen England, i den södra delen av landet, 170 km nordväst om huvudstaden London. Walsall Wood ligger 147 meter över havet och antalet invånare är 12 874. Walsall Wood var en civil parish 1894–1966 när blev den en del av Aldridge Brownhills. Civil parish hade 9 094 invånare år 1951.
Terrängen runt Walsall Wood är platt. Runt Walsall Wood är det mycket tätbefolkat, med 3 623 invånare per kvadratkilometer. Närmaste större samhälle är Birmingham, 16,3 km söder om Walsall Wood. Runt Walsall Wood är det i huvudsak tätbebyggt.